# Скендерия
Скендерия (сербохорв. Skenderija) — спортивный, культурный и торговый центр в Сараеве на левом берегу Миляцки. Был одним из объектов, на которых проходили мероприятия XIV зимних Олимпийских игр.

## История
Многофункциональный центр для проведения культурных и спортивных мероприятий, включающий также объекты торговли и общественного питания, был спроектирован архитекторами Живорадом Янковичем и Халидом Мухасиновичем. Газета «Борьба» в 1969 году отметила Скендерию как лучшее архитектурное решение в Югославии. Центр назван в честь Скендер-паши, который ещё в 1499 году в этой местности построил торговый центр, включавший 11 магазинов, гостиный двор, караван-сарай, имарет и ханаку.
Официальное открытие состоялось 29 ноября 1969 года, когда в центре был продемонстрирован фильм «Битва на Неретве». В том же году в Скендерии прошло первое спортивное событие — Чемпионат Югославии по настольному теннису, а уже в 1973 году центр принял Чемпионат мира по настольному теннису. Также здесь проходили мероприятия международного уровня по баскетболу, волейболу, гандболу и боксу.
После того, как в 1978 году Сараево выиграл право на проведение Олимпиады, было принято решение построить в Скендерии новый ледовый дворец для соревнований по фигурному катанию и хоккею, а также организовать пресс-центр. Строительство началось 1 мая 1981 года, а сдан в эксплуатацию дворец был 30 июня 1983 года. Строительство обошлось в 572 506 000 югославских динаров.
В начале 90 годов XX века во время событий боснийской войны центр в Скендерии, как и большинство других объектов Сараева, пострадал, однако, за исключением сгоревшего Дома молодёжи, основные конструкции сооружений не были серьёзно повреждены. Тем не менее, комплекс не эксплуатировался и медленно разрушался, пока в 1999 году городское руководство не решило, что для города необходим выставочный зал. С 2000 по 2006 год за счёт средств частных инвесторов шло восстановление Скендерии, и на сегодняшний день в центре действует несколько спортивных, культурных и торговых залов.
В 2012 году из-за сильных снегопадов, вызвавших превышение расчётных снеговых нагрузок, обрушилась крыша ледового дворца в Скендерии. Внутри никого не было, так что происшествие обошлось без человеческих жертв.

## Спортивные мероприятия
- Группа В третьего дивизиона чемпионата мира по хоккею с шайбой среди молодёжных команд 2024
- Группа В третьего дивизиона чемпионата мира по хоккею с шайбой 2025 (женщины)